# Pandequeso
El pandequeso es una pieza de panadería que se prepara con almidón de yuca, harina de maíz, queso, mantequilla, azúcar, etc. Se cocina asado al horno.

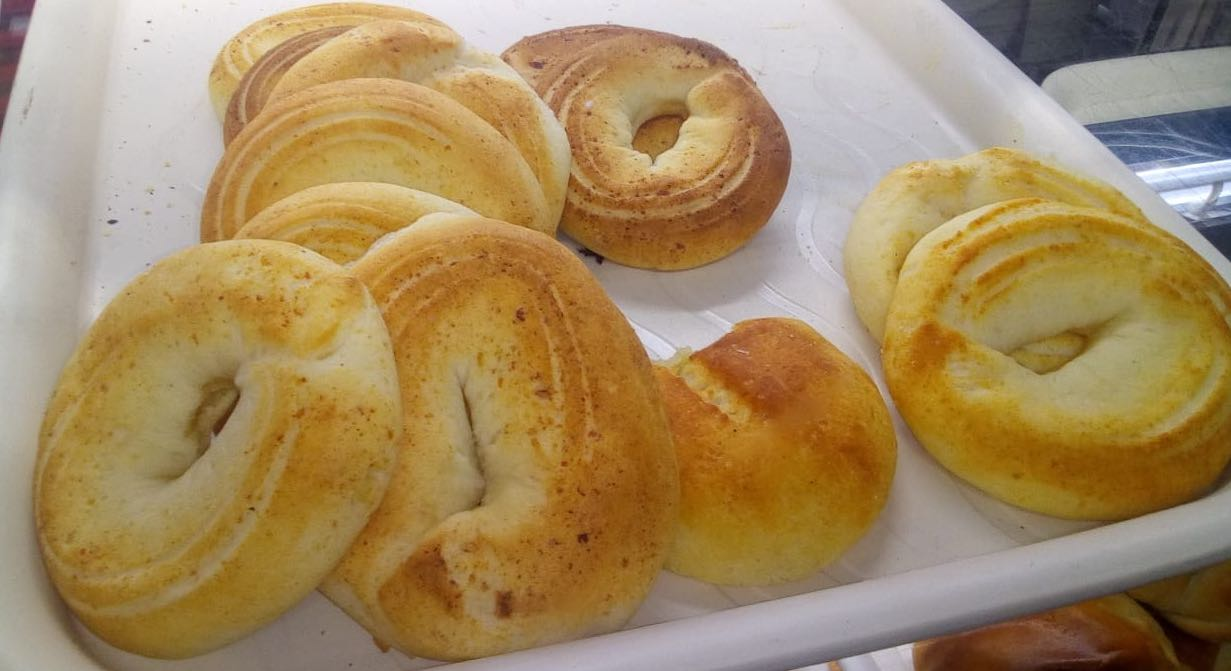
Pandequesos de Antioquia, Colombia

Originario de Brasil, el pandequeso se presenta en forma de rosca, de textura blanda y sabor salado. En Colombia, particularmente en Antioquia, es una de las piezas clásicas de parva, y constituye un acompañamiento muy tradicional para bebidas como el chocolate, la aguapanela y el café con leche. 
Su tamaño más común es aproximadamente de 15 cm a 30 cm de circunferencia. En algunas regiones se acostumbra hacer pandequesos grandes, aun gigantes, pero la presentación más habitual es la del tamaño pequeño y medio.
Está relacionado con el pandeyuca, el pandebono y la almojábana. Tiene también parecido con el chipá.